# Sommen (tätort)
Sommen är en tätort i Tranås kommun i Jönköpings län. Ursprungligen ett stationssamhälle.

## Historia
Samhället Sommen uppstod i samband med att Södra stambanan drogs genom bygden, som då bestod av 3 ursprungliga gårdar med kringliggande mark och tillhörande torp/stugor: Rockebro, Stallberga och Grytbäcken. I bygden bodde ett 80-tal personer och den betraktades som en "avkrok" till Säby socken. Invånarna levde av jordbruk, kreatur och av skogen.
Östra stambanan stakades förbi Sommen 1872, till betydande del av inflyttade "rallare", ofta från Värmland. Första järnvägsstationen öppnades 1874. I samband med järnvägen expanderade samhället kraftigt och ett tag under slutet på 1800-talet var det bostadsbrist. År 1900 hade samhället 413 invånare. År 1960 bodde här 989 invånare.
Samhället har under årens lopp haft mataffärer, postkontor, konditorier, charkuteri, bank, slöjdaffär, speceriaffär, kiosk m.m. Mycket av Sommens industrier har varit inriktade på trä som material. Historiska industrier är Möbelfabriken, Sommens Ångsåg, Mössfabriken, Grytbäckssågen, Ydria, Sommens Trävarubolag och Tranåslist.

### Järnvägsstationerna
Den första järnvägsstationen invigdes 1874 och var en tvåvåningsbyggnad av samma modell som den gamla stationen i Boxholm. Stationen låg mot sjön Sommen och hade en lastningskaj för båtar. Hamnen blev en omlastningspunkt för varor från hela området runt sjön Sommen och bidrog till samhällets expansion. I samband med järnvägsbygget uppfördes även poststation (inne i järnvägsstationen), banvaktsstugor, pumphus och magasin.
Stationen revs mellan 1948 och 1954 och en ny station uppfördes, då järnvägen utökades och blev tvåspårig. Den placerades på andra sidan av järnvägen, bort från vattnet. Stationen revs 4 november 1996. Idag går riksväg 32 igenom stationens gamla placering. Sommen har idag ingen järnvägsstation för resenärer, utan enbart en trafikteknisk station.

### Namnet
Namnet Sommen valdes i samband med dragningen av järnvägen genom bygden. Kungliga Järnvägsstyrelsen ville ha namnet "Rockebro" efter gården och Länsstyrelsen namnet "Säby" efter socknen. Kompromissen blev namnet "Sommen" efter den intilliggande sjön. Namnet "Rockebro" som benämning på området försvann gradvis och "Sommen" tog över.

### Sionskapellet
I Sommen bildades i slutet av 1800-talet den dittills enda laestadianska församlingen utanför Norrland. Församlingens kapell finns till skillnad från församlingen kvar än idag och heter Sionskapellet. Idag har Sommens hembygdsförening sin verksamhet där. 

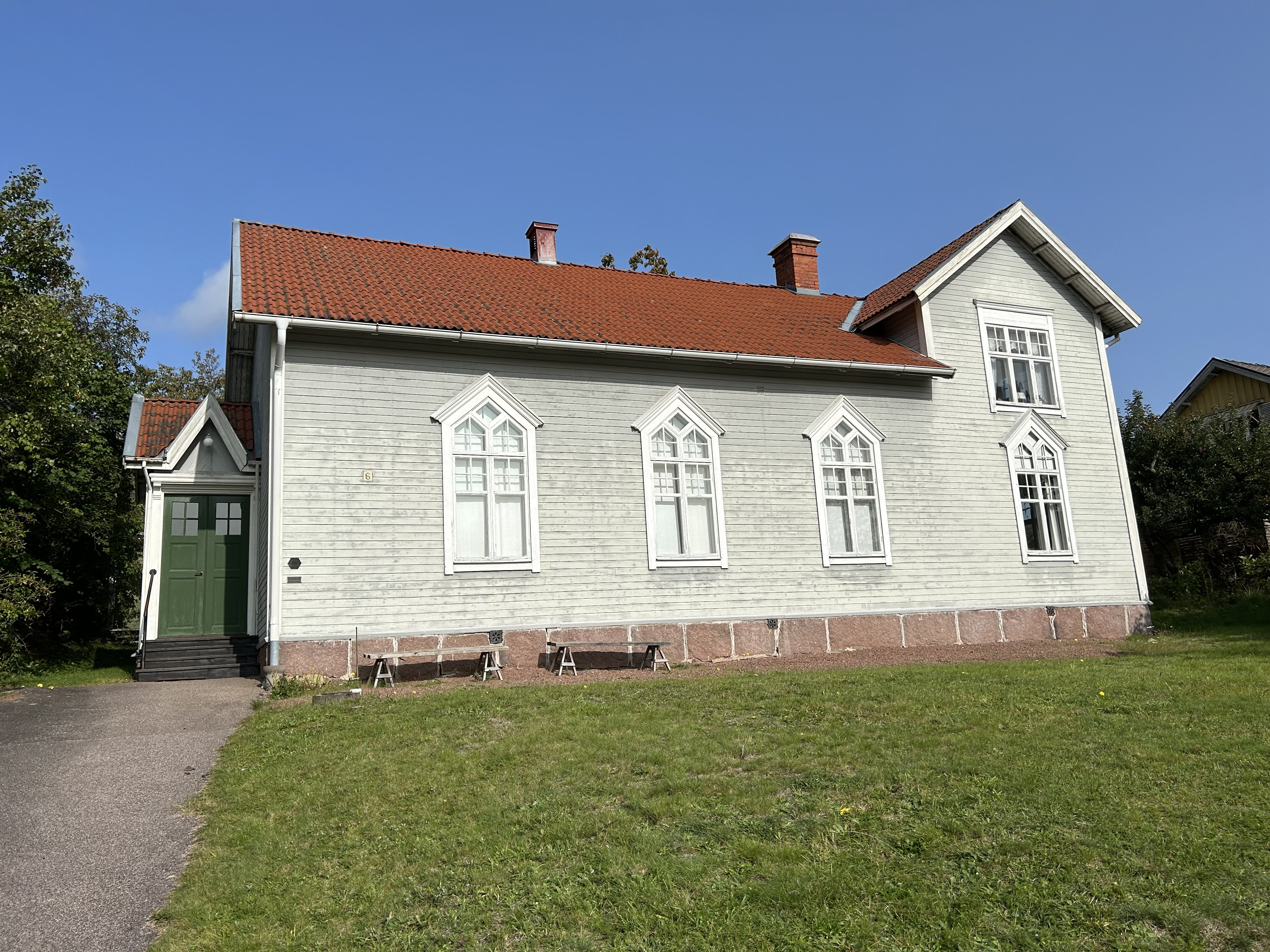
Sionskapellet

## Sommen idag

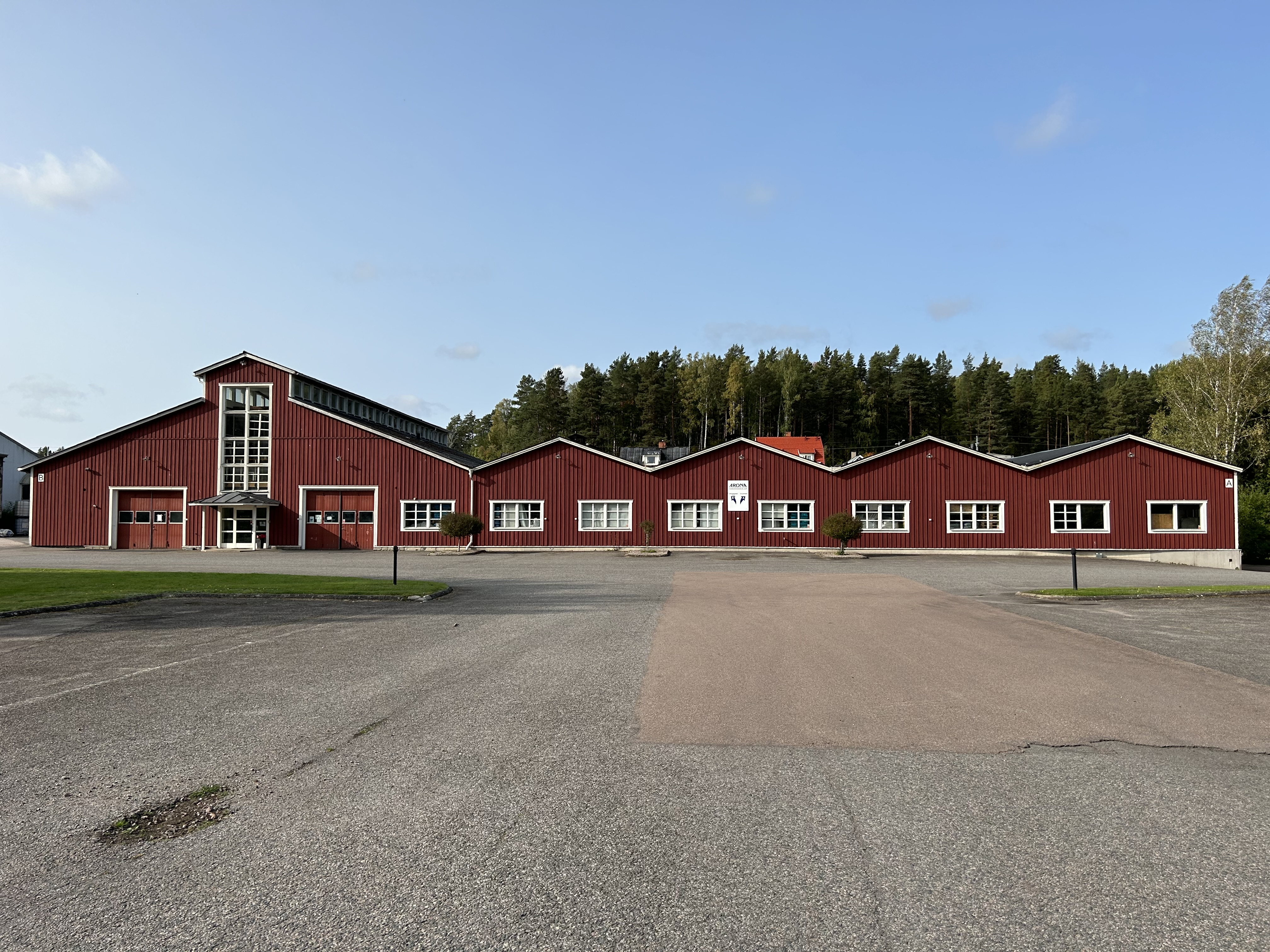
Arona AB

Idag finns bl.a. en restaurang/pizzeria och servicebutik, ett gym, en ATV-affär och en blomsteraffär. Det finns en skola (F-6) och en förskola. Vid södra infarten till samhället ligger Holavedskapellet med tillhörande kyrkogård. Det finns även en församlingsgård inne i samhället. Friluftsområdet “Aggas” ligger nordväst om samhället. Sommens AIF har ett herrlag och damlag i fotboll.
I Sommen finns Arona AB som tillverkar hundfoder.

## Befolkningsutveckling
| Befolkningsutvecklingen i Sommen 1960–2020 | Befolkningsutvecklingen i Sommen 1960–2020 | Befolkningsutvecklingen i Sommen 1960–2020 | Befolkningsutvecklingen i Sommen 1960–2020 | Befolkningsutvecklingen i Sommen 1960–2020 |
| ------------------------------------------ | ------------------------------------------ | ------------------------------------------ | ------------------------------------------ | ------------------------------------------ |
|                                            |                                            |                                            |                                            |                                            |
| År                                         |                                            |                                            | Folkmängd                                  | Areal (ha)                                 |
| 1960                                       | 1960                                       |                                            | 989                                        |                                            |
| 1965                                       | 1965                                       |                                            | 876                                        |                                            |
| 1970                                       | 1970                                       |                                            | 883                                        |                                            |
| 1975                                       | 1975                                       |                                            | 835                                        |                                            |
| 1980                                       | 1980                                       |                                            | 829                                        |                                            |
| 1990                                       | 1990                                       |                                            | 800                                        | 128                                        |
| 1995                                       | 1995                                       |                                            | 785                                        | 128                                        |
| 2000                                       | 2000                                       |                                            | 773                                        | 128                                        |
| 2005                                       | 2005                                       |                                            | 789                                        | 130                                        |
| 2010                                       | 2010                                       |                                            | 772                                        | 129                                        |
| 2015                                       | 2015                                       |                                            | 789                                        | 112                                        |
| 2020                                       | 2020                                       |                                            | 766                                        | 112                                        |
|                                            |                                            |                                            |                                            |                                            |